# Apolemichthys xanthotis
Apolemichthys xanthotis es una especie de pez de la familia Pomacanthidae, perteneciente al género Apolemichthys.

## Localización
Es una especie de pez que se localiza en el Océano Índico Occidental, Mar Rojo, el Golfo de Aqaba y en el Golfo de Adén.